# DreamWorks
DreamWorks SKG is een van de grootste filmstudio's ter wereld. Het filmbedrijf ontwikkelt en distribueert films, televisieprogramma's en videospellen.
Het begon als een ambitieus project van filmregisseur Steven Spielberg, muziekexecutive David Geffen (Geffen Records) en Jeffrey Katzenberg (The Walt Disney Company) om een nieuwe onafhankelijke Hollywoodstudio op te richten en te bewijzen dat de markt niet alleen opgemaakt is uit de groep grootste filmstudio's ter wereld.
In december 2005 zijn de oprichters echter akkoord gegaan om de filmstudio te verkopen aan Viacom, het moederbedrijf van Paramount Pictures, voor een bedrag van circa $ 1,6 miljard. Het animatiedeel van het bedrijf, DreamWorks Animation, blijft onafhankelijk, maar de films van DreamWorks Animation worden wel gedistribueerd door Paramount Pictures in het vervolg. Go Fish Pictures, een onafhankelijke film-divisie, werd wel in de overname meegenomen.
Het handelsmerk van DreamWorks is een vissende jongen zittend op de maan, omringd door wolken. Dit computergeanimeerde handelsmerk wordt ondersteund door dramatische muziek van John Williams.

## Coproducties
DreamWorks heeft veel van zijn films moeten coproduceren en -distribueren met andere filmstudios. DreamWorks heeft voornamelijk samengewerkt met:
- Universal Studios
- Sony Pictures Entertainment (behalve Metro-Goldwyn-Mayer)
- Warner Bros. Pictures
- Paramount Pictures
- 20th Century Fox

De enige filmstudio waarmee DreamWorks niet samengewerkt heeft is Walt Disney Pictures. Dit is geen verrassing, aangezien Disney en DreamWorks-oprichter Katzenberg een vijandige relatie met elkaar hebben (en ook heeft Disney een lange traditie om alleen films van zichzelf naar buiten te brengen onder de eigen merknamen). Katzenberg was jarenlang verantwoordelijk voor het bestuur van de filmstudio's van The Walt Disney Company, maar uiteindelijk leidde het tot een dramatische breuk tussen toenmalig Disney-bestuursvoorzitter Michael Eisner en Katzenberg. Niet erg kort daarna stichtte Katzenberg samen met beste vriend en adviseur Geffen en vriend Spielberg, DreamWorks.
Sinds 2004 heeft DreamWorks de eigen groei wat in moeten beperken, door financiële tegenvallers. De plannen voor een high-tech-filmstudio van $200 miljoen werden geannuleerd, de muziekdivisie (DreamWorks Records) werd in oktober 2003 al verkocht aan Universal Music Group en enkele televisieprogramma's werden geschrapt omdat ze te veel risico voor de financiële status van het bedrijf waren.

## Overname
In december 2005 kwam er een overeenkomst tussen Viacom (Paramount Pictures) en DreamWorks op tafel te liggen om de onafhankelijke filmstudio op te kopen. De overname is circa 1,6 miljard dollar waard, inclusief 400 miljoen dollar aan schulden. Voorheen waren er al geruchten dat Universal Studios (via moederbedrijf NBC Universal) de studio over zal nemen en er waren zelfs vroege contracten al getekend.
Op 1 februari 2006 werd de overname voltooid. The Island, een sciencefictionfilm die uitkwam in mid 2005, wordt genoemd als een van de redenen waarom DreamWorks het hoofd niet meer boven water kan houden onafhankelijk. Met een productiebudget van $120 miljoen en een wereldwijde bioscoopopbrengst van 160 miljoen dollar heeft de film niet genoeg opgehaald om winstgevend voor de twee distributiestudio's DreamWorks en Warner Bros. te zijn (het staat over het algemeen bekend dat een film minimaal het dubbele van het budget opgebracht moet hebben).